# 秋田大学大学院国際資源学研究科・国際資源学部
秋田大学大学院国際資源学研究科（あきただいがくだいがくいんこくさいしげんがくけんきゅうか、英語：Graduate School of International Resource Sciences）は、秋田大学大学院に置かれる、地球科学から資源探査、開発・生産を対象とした理工系分野と、資源国の政策・文化や資源経済などを対象とした人文社会系分野からなり、資源を網羅的に学ぶことを対象とした大学院研究科である。秋田大学国際資源学部（あきただいがくこくさいしげんがくぶ、英語：School of International Resource Sciences）は、同大学に置かれる大学の学部。
付属施設に、国際資源学教育研究センターや大学院国際資源学研究科附属鉱業博物館がある

## 概要

### 沿革
1910年に開校された秋田鉱山専門学校を前身とする秋田大学鉱山学部が1949年に大学開学とともに発足。1965年4月には大学院に鉱山学研究科（修士課程）を設置。専攻は採掘学、鉱山地質学、冶金学、燃料化学、機械工学、電気工学の各専攻が置かれる。1994年4月には博士課程を設置、修士課程を博士前期課程となり、前期課程を資源・素材工学、物質工学、情報工学、機械工学、電気電子工学、土木環境工学の各専攻に改組、後期課程は地球工学、機能物質工学、システム工学の各専攻を設置した。1996年に鉱山学部を発展解消し、工学資源学部に改組。2002年には大学院の鉱山学研究科も、工学資源学研究科に改組。専攻も博士前期課程は地球資源学、環境物質工学、材料工学、情報工学、機械工学、電気電子工学、土木環境工学に、博士後期課程は資源学、機能物質工学、生産・建設工学、電気電子情報システム工学に改組した。2010年には工学資源学研究科を部局化した。
2014年4月に、それまでの工学資源学部の資源系の学科と教育文化学部の人文社会・国際系課程が分離し、それらを融合して国際資源学部が開設された（国際資源学科の一学科に資源政策コース、資源地球科学コース、資源開発環境コース。2016年には工学資源研究科を改組。資源系の専攻を中心に国際資源学研究科が発足。

## 設置されている研究科専攻と学部学科
- 国際資源学研究科
  - 資源地球科学専攻（博士前期課程）
  - 資源開発環境学専攻（博士前期課程）
  - 資源学専攻（博士後期課程）
- 国際資源学部
  - 国際資源学科
    - 資源政策コース
    - 資源地球科学コース
    - 資源開発環境コース